# Lucy Hobbs Taylor
Lucy Hobbs Taylor (14. marec 1833 – 3. oktober 1910) je bila ameriška šolska učiteljica in zobozdravnica, znana kot prva ženska, ki je diplomirala na visoki šoli za zobozdravstvo (Kolidž za dentalno kirurgijo v Ohiu  [Ohio College of Dental Surgery], leta 1866)
Prvotno so ji zaradi njenega spola zavrnili sprejem na Eclectic Medical College v Cincinnatiju v Ohiu. Profesor na kolidžu se je zato strinjal, da ji bo mentor in jo je spodbujal k ukvarjanju z zobozdravstvom.
Na zobozdravstveno šolo se je prijavila še enkrat, in sicer na Kolidž za dentalno kirurgijo v Ohiu. Znova so ji zavrnili sprejem zaradi spola. Eden od tamkajšnjih diplomantov se je strinjal, da ji bo mentor, kar ji je omogočilo nadaljevanje študija zobozdravstva. Leta 1861 se je odločila odpreti svojo ordinacijo, namesto da bi se ponovno poskušala vpisati na kolidž. Po enem letu se je preselila v Iowo in odprla zobozdravniško ordinacijo. To ji je omogočilo, da je bila sprejeta kot zobozdravnica brez diplome in je postala del Državnega zobozdravstvenega društva Iowe.
V okviru tega je bila le tri leta po selitvi v Iowo tudi delegatka skupine na konvenciji Ameriškega zobozdravstvenega združenja. Po velikem naključju se je istega leta (1865) Kolidž za dentalno kirurgijo v Ohiu odločil opustiti politiko, ki je prepovedovala sprejem žensk na študij. Taylorjeva se je na podlagi zobozdravniških izkušenj, ki si jih je nabrala v preteklih letih, takoj vpisala kot študentka višjega letnika. Diplomirala je leta 1866 in tako postala prva ženska na svetu, ki je diplomirala na visoki šoli za zobozdravstvo ter prejela doktorat iz zobozdravstva.

## Zgodnje življenje
Lucy Beaman Hobbs se je rodila 14. marca 1833 v Constablu v New Yorku. Bila je sedma od skupno desetih otrok. Ko je imela 12 let, se je zaposlila kot šivilja, da je preživljala svoje brate in sestre. Nato je obiskovala šolo in na koncu diplomirala na akademiji Franklin v New Yorku  ter začela poučevati v Michiganu, s čimer se je ukvarjala deset let. Leta 1859 se je preselila v Cincinnati in se prijavila na študij medicine na Eclectic Medical College. Vstop so ji zaradi njenega spola zavrnili, vendar je lahko študirala zasebno pod vodstvom tamkajšnjega učitelja. Pozneje se je prijavila na Kolidž za zobozdravstveno kirurgijo v Ohiu. Ko so jo tam zavrnili, je začela zasebno študirati pri tamkajšnjem profesorju dr. Jonathanu Taftu. Na program zobozdravstva se je prijavila še enkrat, vendar je bila znova zavrnjena. V odgovor je odprla lastno ordinacijo, ki ji je omogočila opravljanje zobozdravstvene dejavnosti brez pridobitve diplome.

## Zobozdravstvena kariera
Po študiju zobozdravstva je leta 1861 odprla svojo ordinacijo v Cincinnatiju. Kmalu se je preselila v Bellevue in nato v McGregor v Iowi, kjer je preživela tri leta. Leta 1865 je končno pridobila strokovno priznanje in ji je bilo dovoljeno, da se pridruži Državnemu zobozdravniškemu društvu Iowe, kot delegatka pa je bila poslana tudi na konvencijo ameriškega zobozdravstvenega združenja v Chicagu. Novembra istega leta se je vpisala na Fakulteto za dentalno medicino v Ohiu in 21. februarja 1866 tam doktorirala iz zobozdravstva ter tako postala prva ženska na svetu, ki je diplomirala na zobozdravstveni visoki šoli in pridobila doktorat iz zobozdravstva. Pozneje je zapisala: »Ljudje so bili osupli, ko so izvedeli, da je mlado dekle tako zelo pozabilo na svojo ženskost, da je želelo študirati zobozdravstvo.«
Hobbs se je nato preselila v Chicago, kjer je spoznala Jamesa M. Taylorja, s katerim se je aprila 1867 poročila. Taylorjeva je nato svojega moža prepričala, da je prav tako vpisal zobozdravstvo. Nato sta se preselila v Lawrence v Kansasu, kjer sta imela uspešno prakso, dokler ni mož leta 1886 umrl. Po njegovi smrti je prenehala biti aktivna zobozdravnica, vendar je postala bolj aktivna v politiki in se vse do lastne smrti 3. oktobra 1910 zavzemala za večje pravice žensk. Kot zobozdravnica je Lucy Hobbs Taylor mnogim ženskam v prihodnosti odprla popolnoma nova vrata, zlasti na medicinskem področju. Verjela je, da se je njena pot sklenila s tem, da je »omogočila, da so ženske v zobozdravstvenem poklicu začeli priznavati kot enakovredne moškim.«

## Zapuščina
Do leta 1900 se je po poti Lucy Taylor v zobozdravstvo usmerilo skoraj tisoč žensk, kar številni v veliki meri pripisujejo njenim dosežkom.  Leta 1983 je Ameriško združenje zobozdravnic (AAWD, American Association of Women Dentists) Taylorjevo počastilo z ustanovitvijo nagrade Lucy Hobbs Taylor, ki jo zdaj vsako leto podeljuje kot priznanje za strokovno odličnost in dosežke pri spodbujanju vloge žensk v zobozdravstvu.